# Куимов, Александр Эдуардович
Александр Эдуардович Куимов (24 мая 1958, Пермь — 28 февраля 2021, Красноярск) — советский и российский артист балета, педагог, Народный артист Российской Федерации (1994).

## Биография
Александр Эдуардович Куимов родился 24 мая 1958 года в Перми. В школе занимался гимнастикой.
В 1977 году окончил Пермское хореографическое училище (педагог М. М. Миргарипов). По окончании училища несколько месяцев работал в Пермском академическом театре оперы и балета.
С сентября 1977 года служил в Красноярском театре оперы и балета. Будучи солистом, исполнил около полусотни ведущих партий. Гастролировал в Великобритании, Греции, Испании, Португалии, Японии, на Тайване и других странах.
В 1997—2003 годах был художественным руководителем балетной труппы театра, после работал педагогом-репетитором.
Скончался 28 февраля 2021 года.
Похоронен на  Аллее славы Бадалыкского кладбища Красноярска.

## Награды и премии
- Заслуженный артист РСФСР (7 марта 1986).
- Народный артист Российской Федерации (1 декабря 1994) — за большие заслуги в области искусства[3].
- Благодарственное письмо от имени главы города и «Золотой герб за вклад в развитие Красноярска» (2013).
- Специальная премия «За успешную подготовку участников конкурса» на Международном конкурсе артистов балета «Гран-при Сибири» (Красноярск, 2016).
- Специальная премия Всероссийского конкурса артистов балета и хореографов «За успешную подготовку участника конкурса» (Москва, 2020).

## Работы в театре
- «Лебединое озеро» П. И. Чайковского — Зигфрид, Вольфганг, наставник принца
- «Жизель» А. Адана — Альберт, Ганс
- «Кармен» Ж. Бизе — Хозе, Тореодор
- «Дон Кихот» Л. Минкуса — Базиль, Эспад
- «Спящая красавица» П. Чайковского — принц Дезире, Голубая птица; Король Флорестан XIV
- «Спартак» А. Хачатуряна — Спартак, Красс
- «Коппелия, или девушка с эмалевыми глазами» — Коппелиус
- «Дочь Эдипа» — Креонт, фиванский царь
- «Анюта» — Его Сиятельство
- «Баядерка» — Великий брамин
- «Гусарская баллада» — Азаров, майор в отставке
- «Ромео и Джульетта» — Лоренцо, монах
- «Каменный цветок» — старый цыган
- «Уж замуж невтерпёж, или тщетная предосторожность» — Марцелина
- «Щелкунчик» — Дроссельмейер изобретатель и мастер кукол
- «Снегурочка» — царь Берендей
- «Раймонда» — Андрей II, король Венгрии
- «Барышня и хулиган» — Вожак